# Jean-Claude Lachèze
Pour les articles homonymes, voir Lachèze.
Jean-Claude Lachèze est un homme politique français né le 16 janvier 1774 à Montbrison (Loire) et mort dans la même ville le 23 octobre 1841.

## Biographie
Jean Claude François Antoine Lachèze naît le 16 janvier 1774 dans le Forez, à Montbrison. Il est le fils d'Antoine Lachèze, greffier en chef des eaux et forêts de la maîtrise de Montbrison, et de son épouse, Jeanne Marie Élisabeth Armande Duguet.  
Commandant de la garde nationale de Montbrison sous la Révolution, Jean-Claude Lachèze est maire en 1801 et conseiller de préfecture du département de la Loire. 
Il est député de la Loire pendant les Cent-Jours et de 1829 à 1834, siégeant dans l'opposition à la Restauration, signant l'adresse des 221 et soutenant la Monarchie de Juillet. Il est le père de Pierre Désiré Antoine Lachèze.
Il meurt le 23 octobre 1841 à Montbrison. 

## Distinctions
- Chevalier de la Légion d'honneur (21 septembre 1814)[3]

## Sources
- « Jean-Claude Lachèze », dans Adolphe Robert et Gaston Cougny, Dictionnaire des parlementaires français, Edgar Bourloton, 1889-1891 [détail de l’édition]